# Taos Art Museum at Fechin House

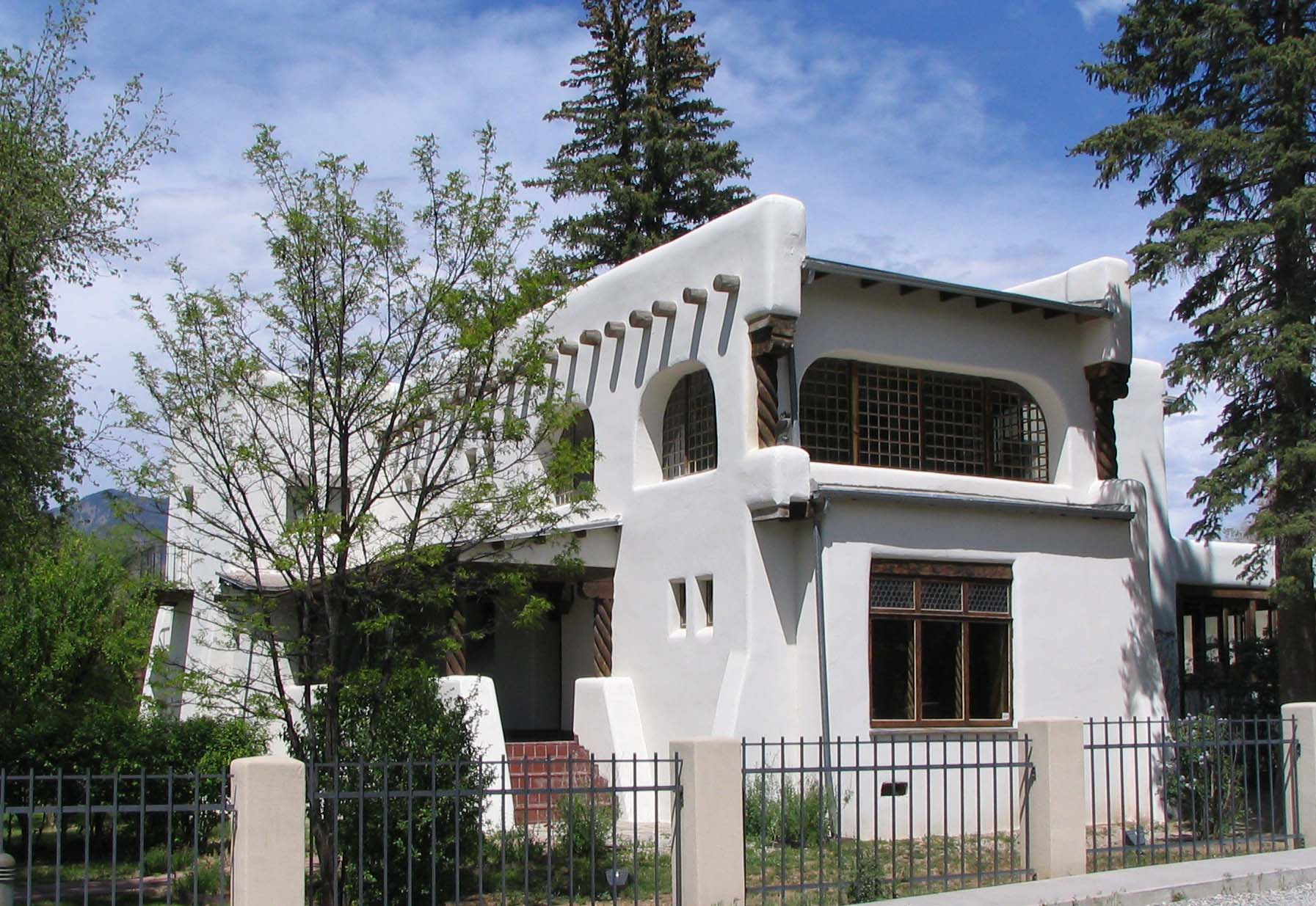
Taos Fechin House, 2006

Das Taos Art Museum befindet sich im Fechin House, dem ehemaligen Wohn- und Atelierhaus des russisch-amerikanischen Künstlers Nicolai Fechin. Fechin wurde 1881 in Kazan, Russland, geboren und emigrierte 1923 mit seiner Familie in die USA. 1926 besuchte er Taos, New Mexico, und beschloss, dort ein eigenes Haus zu bauen. Zwischen 1927 und 1933 entwarf und baute er das Fechin House, das heute als architektonisches Meisterwerk gilt. Das Fechin House kombiniert Elemente des Pueblo- und Missionsstils, die in der Region verbreitet sind. Das Haus wurde 1979 in das National Register of Historic Places und in das Register of Cultural Monuments des Staates New Mexico aufgenommen.  

## Geschichte
1923 emigrierte der bekannte russisch-amerikanische Künstler Nicolai Fechin mit seiner Frau Alexandra und der gemeinsamen Tochter Eya von Russland nach New York. Auf Einladung der Mäzenin Mabel Dodge Luhan und auf Anregung des Künstlers John Young-Hunter reiste die Familie Fechin 1926 nach Taos und verbrachte den Sommer im Haus von Mabel Luhan. Dann beschloss die Familie, dass es Zeit für ein eigenes Haus in Taos war, damit Fechin in Ruhe malen konnte. 1927 kauften sie das Anwesen von Dr. J.J. Bergmans und seiner Frau Wilhelmina Harkink-Bergmans, die in ihre Heimat Holland zurückgekehrt waren. Die Fechins bewohnten das Haus bis März 1928, als sie feststellten, dass das zweistöckige, kubisch-symmetrische Lehmhaus mit acht Zimmern weder funktional noch ästhetisch ihren Ansprüchen genügte und umgebaut werden musste.

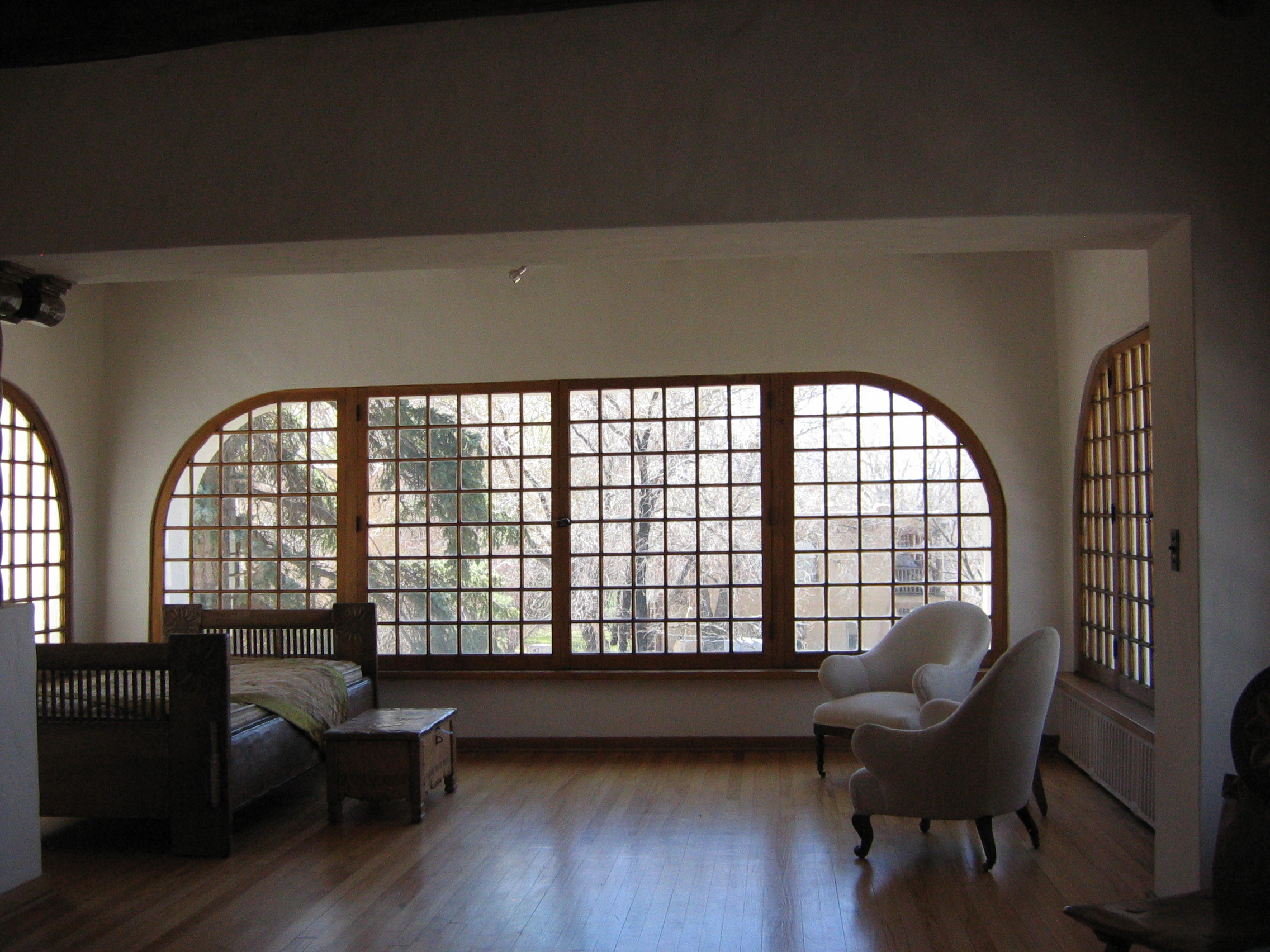
Fechin-Haus, Spielzimmer der Tochter, Fenster nach Osten, Süden und Westen

In den folgenden fünf Jahren arbeitete die Familie Fechin daran, das Haus zu ihrem Zuhause zu machen. Nicolai plante, die mehrsprachige Alexandra gab den Maurern Anweisungen. Die Handwerker der Fechins entfernten alle nicht tragenden Innenwände und gestalteten den Raum neu. Sie verdoppelten die Größe der vorderen Veranda und fügten eine Reihe von Räumen hinzu, die aus dem ehemaligen zentralen Kubus hervorgingen. Die Bauarbeiten fielen mit der Einführung der Elektrizität in Taos im Jahr 1928 und der Einführung eines modernen Abwassersystems im Jahr 1930 zusammen. Die Elektrizität ermöglichte es Nicolai, nachts zu schnitzen und zu bauen, während er tagsüber malte. Elektrischer Herd, Ofen und Kühlschrank waren die ersten in der Stadt.

## Architektur
Das Endergebnis war ein 3545 Quadratmeter großes, asymmetrisches Lehmhaus im Pueblo- und Missionsstil mit 24 Zentimeter dicken Wänden. Die Räume des Hauses wurden im Einklang mit Nicolais Kunstsammlungen und seinen Schnitzereien in Form von Skulpturen, Möbeln und architektonischen Ornamenten gestaltet. Trotz der Massivität der Wände plante Nicolai Fechin die Fensteröffnungen sorgfältig. Ihre Lage und Form waren wichtig, um die landschaftliche Umgebung des Hauses zu berücksichtigen, einschließlich der Berge von Sangre de Cristo. Durch Lanzett- und Erkerfenster aus gerolltem und geneigtem Glas ließ er intensives Licht durch die strukturierten „Terra Bayeta“-Wände und das reich geschnitzte Holz ins Innere.

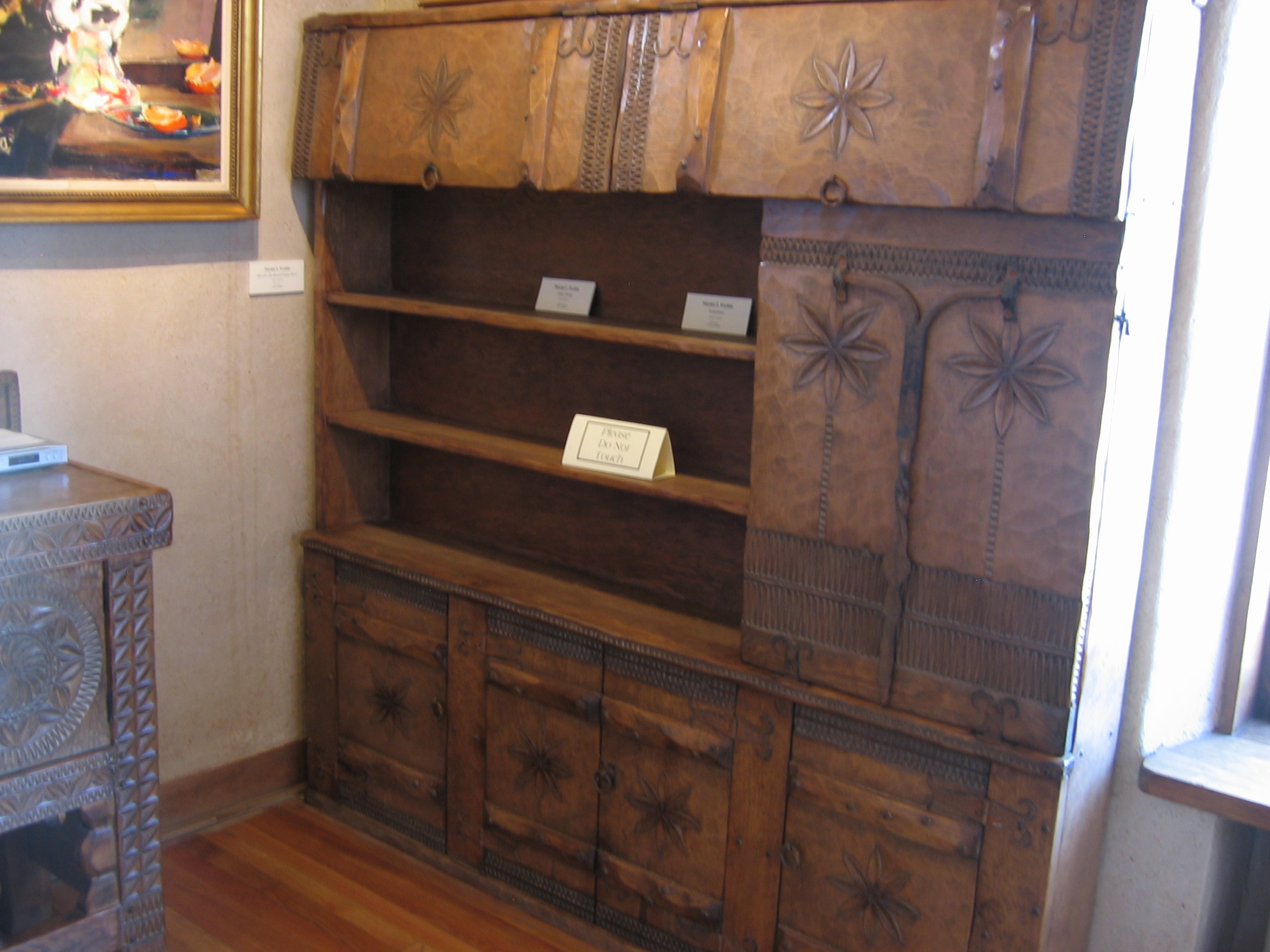
Fechin-House, Einbauschrank

Als Jugendlicher arbeitete Nicolai Fechin in der Werkstatt seines Vaters und wurde zum Bildhauer ausgebildet. Sein russisches Erbe und die Begegnung mit der indianischen und hispanischen Kultur beeinflussten ihn. Für seine filigranen Schnitzereien importierte er Zuckerkiefer und Pappel aus Nordwestengland, die sich leichter schnitzen ließen und meist astfrei waren. Zunächst verleimte er das gesamte Holz, um wellenförmige Oberflächen zu erhalten. Dann begann er mit Hammer und Meißel Säulen, Treppengeländer, Vigas, Türen und Möbel zu schnitzen. Anschließend wurde das Holz mit verdünnter Beize gleichmäßig eingefärbt, so dass die natürliche Maserung sichtbar blieb. Zum Schluss wurde jedes Stück von Hand gewachst, um ihm Glanz zu verleihen. In Zusammenarbeit mit dem örtlichen Schmied fertigte er Beleuchtungskörper, Türgriffe und Scharniere an. Nicolai war auch Kupferschmied: Die Kupferlampen und die Kupferhaube in der Küche stammen aus seiner eigenen Werkstatt. Bis 1933 hatten Nicolai und Alexandra mit ihren Handwerkern eines der interessantesten Häuser in Taos geschaffen.

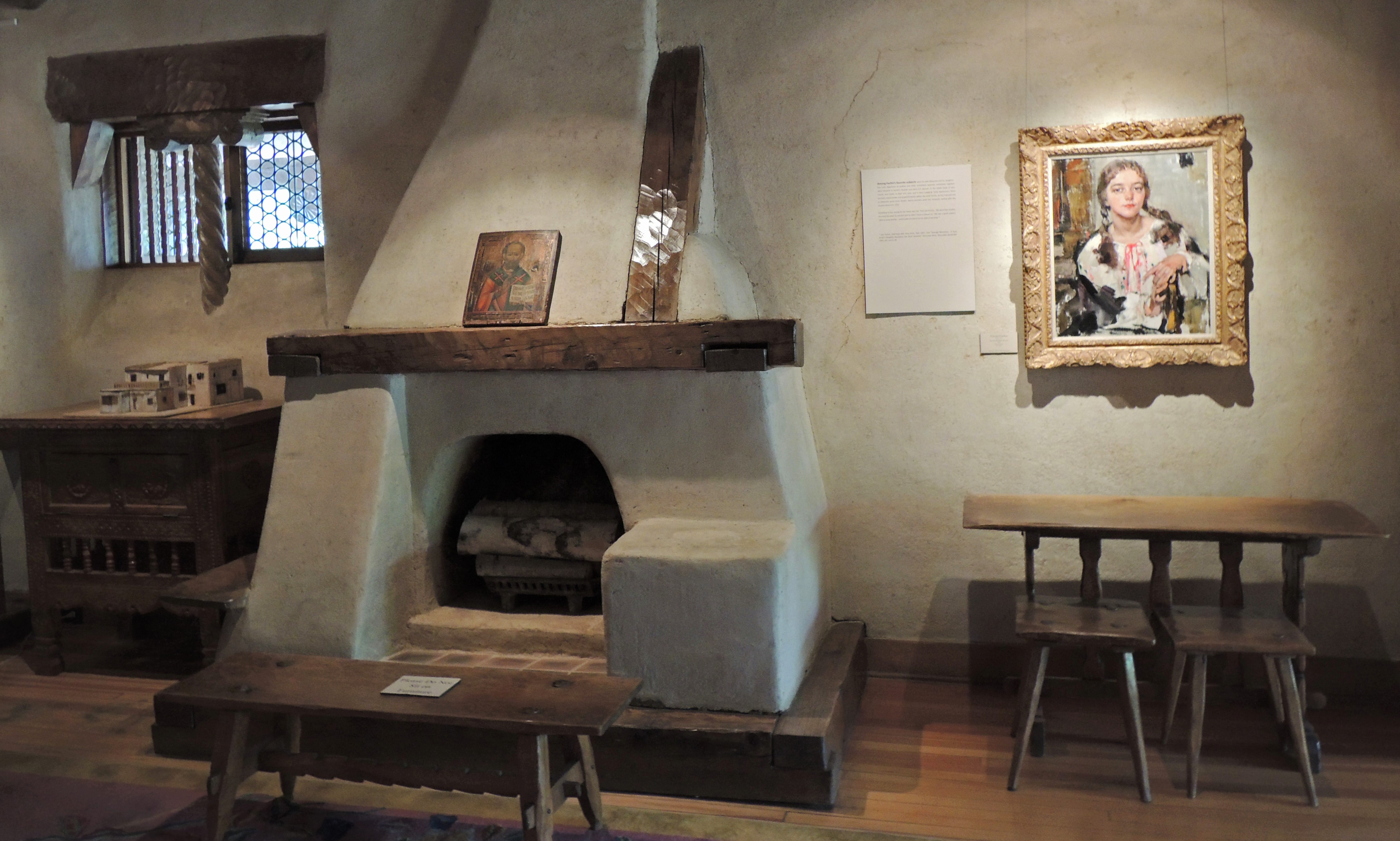
Fechin House, Wohnbereich

Doch das Paar hatte Eheprobleme, und Nicolai Fchin und seine Tochter Eya verließen ihr Zuhause in Taos. Alexandra Fechin übernahm die Verantwortung für die Instandhaltung des Hauses. Sie bewohnte das Haus bis 1946. 30 Jahre lang blieb es unverändert, bis Eya Fechin 1977 nach New Mexico zurückkehrte, wo sie als Konservatorin damit begann, das Haus zu restaurieren und ihm seinen alten Glanz zurückzugeben. 1979 wurde das Fechin-Haus unter Denkmalschutz gestellt und als Museum eröffnet. 1979 wurde das Fechin House in das National Register of Historic Places und in das Register of Cultural Heritage des Staates New Mexico aufgenommen. Eya Fechin lebte in dem Atelier, gründete das Fechin Institute und führte bis zu ihrem Tod im November 2002 aktive Ausstellungs- und Bildungsprogramme durch.